# 플라츠 데어 루프트브뤼케역
플라츠 데어 루프트브뤼케역(U-Bahnhof Platz der Luftbrücke)은 베를린 프리드리히스하인크로이츠베르크구 크로이츠베르크와 템펠호프쇠네베르크구 템펠호프 사이에 있는 U6의 역이다.
베를린 버스 M43, 248번과 환승할 수 있다.

## 역사

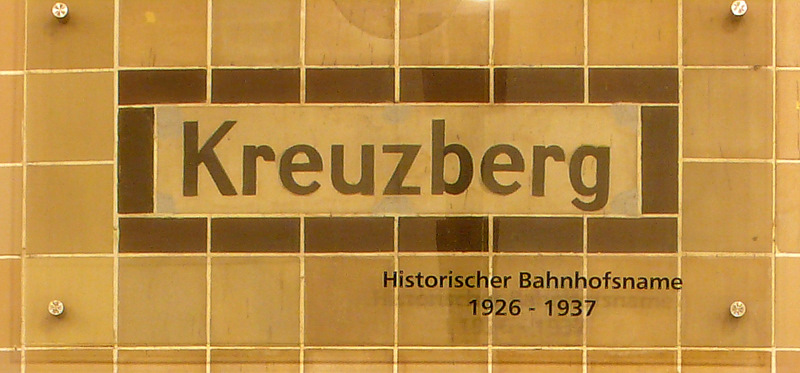
과거 역명 크로이츠베르크 역명판

1926년 2월 14일 CII선 연장 구간의 크로이츠베르크(Kreuzberg)역으로 개통했다. 알프레드 그레난데르가 역사를 설계했으며, 메르키셰스 무제움역과 더불어 승강장 내 중간 기둥이 없는 역이다. 1927년 9월 10일에는 다음 역인 파라데슈트라세역(당시 명칭 공항역(Flughafen))까지 1개 역 연장되었다. 세계수도 게르마니아 계획에 따라서 베를린 템펠호프 공항의 증축과 남북축 대로를 계획하면서, 1937년에는 다음 역이었던 공항역에서 이름을 가져왔고, 과거의 공항역은 파라데슈트라세(Paradestraße)역으로 개칭되었다.
1975년에 현재의 역명으로 개명되었다. 베를린 템펠호프 공항이 폐항한 2008년까지 공항철도의 기능을 수행했다.
2020년 초에는 개보수 공사가 시작되었다. 내장재 교체 및 점자 블록 설치가 예정되어 있으며, 엘리베이터 2곳 설치 및 메링담/두덴슈트라세(Dudenstraße) 교차점 방면으로의 새로운 출구 설치가 예정되어 있다.

## 매체에서의 등장
ZDF의 어린이용 프로그램 《Löwenzahn》 79화에 등장했다. 공포 영화 포제션, 스릴러 영화 플라이트플랜의 시작부의 촬영 장소이기도 하다.

## 인접 철도역
| 베를린 지하철 6호선  | 베를린 지하철 6호선 | 베를린 지하철 6호선                  |
| -------------------- | ------------------- | ------------------------------------ |
| 메링담 알트테겔 방면 | U6                  | 파라데슈트라세 알트마리엔도르프 방면 |